# Prawo lwóweckie

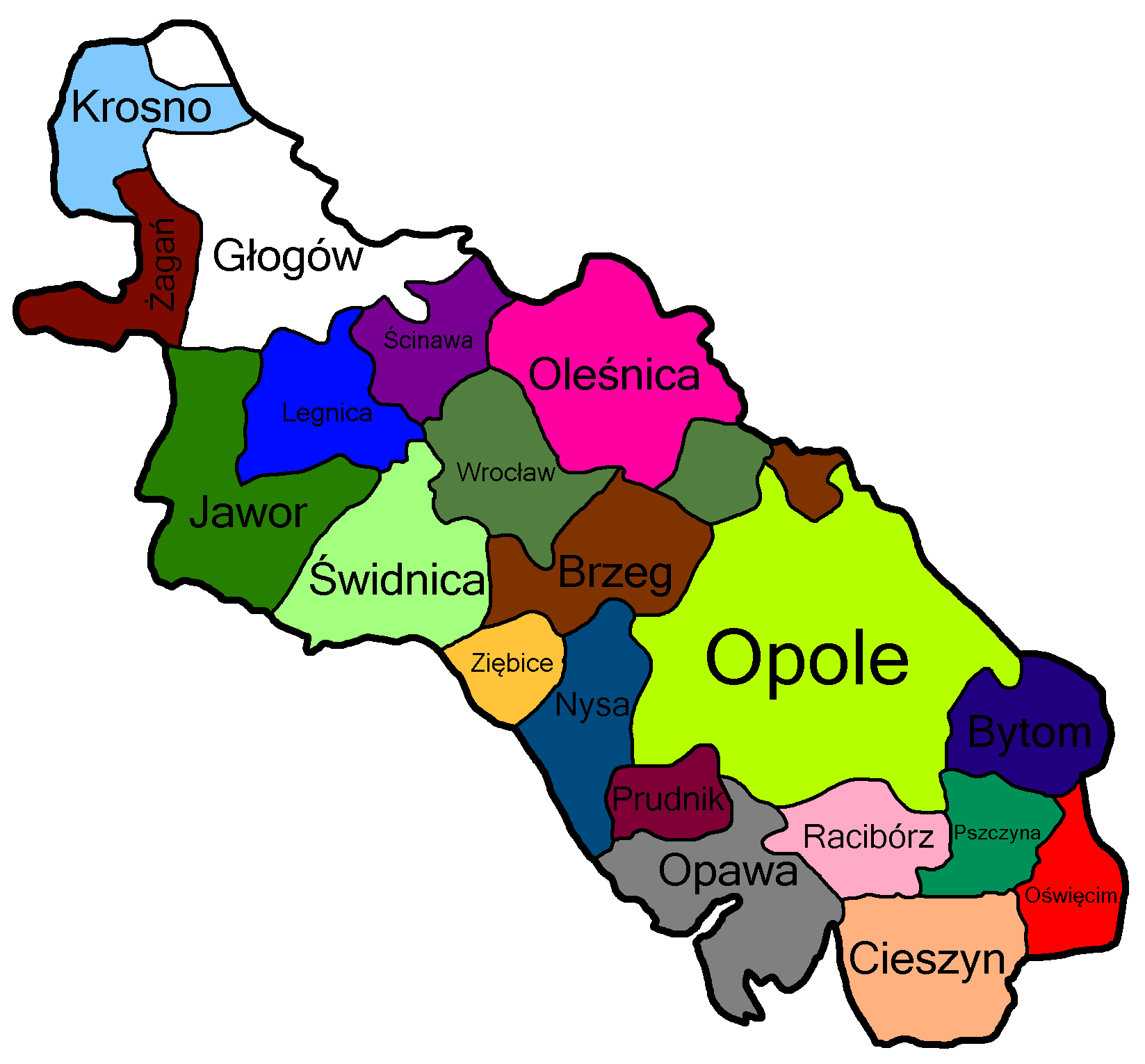
Śląsk – obszar, na którym wykształciło się prawo lwóweckie i głównie w nim oddziaływało.

Prawo lwóweckie, niem. Löwenberger Recht, łac. in iure lembergensi – odmiana osadniczego prawa magdeburskiego, będąca efektem połączenia elementów praw flamandzkiego i magdeburskiego, powstała w Lwówku Śląskim, używana głównie na Śląsku.

## Miasta założone na prawie lwóweckim

### WKrólestwie Węgier
- Żylina – 1312[potrzebny przypis]

### WKsięstwie Cieszyńskim
- Cieszyn/Czeski Cieszyn – 1223[3]/1263[4]/1374[5][6][7]
- Jabłonków[8]

### WKsięstwie Jaworskim
- Lwówek Śląski – przed 1217
- Nowogrodziec – 1233[potrzebny przypis]
- Wleń – 1261[9]
- Mirsk – 1329/1337[10][11][12][13][14]
- Gryfów Śląski[potrzebny przypis]

### WKsięstwie Oświęcimsko-Zatorskim
- Oświęcim – 1272[15][16]
- Rajsko – 1272[17]
- Kęty – 1277[1][15][18][19][20]
- Zator – 1292[21][22]